# Los Fresnos, Tancítaro
Los Fresnos är en ort i Mexiko.   Den ligger i kommunen Tancítaro och delstaten Michoacán de Ocampo, i den södra delen av landet, 300 km väster om huvudstaden Mexico City. Los Fresnos ligger 1 963 meter över havet och antalet invånare är 720.
Terrängen runt Los Fresnos är huvudsakligen kuperad, men åt sydväst är den bergig. Runt Los Fresnos är det ganska glesbefolkat, med 42 invånare per kvadratkilometer. Närmaste större samhälle är Tancítaro, 6,3 km öster om Los Fresnos. I omgivningarna runt Los Fresnos växer huvudsakligen savannskog.